# Цебриков Микола Романович
Цебриков Микола Романович (1800, Російська імперія — 1866, Санкт-Петербург, Російська імперія) — український і російський суспільний діяч і революціонер, декабрист, син академіка Романа Максимовича Цебрикова, онук українського козака Максима Цебрика з Харківщини.

## Життєпис
Син уродженця Харкова, академіка Романа Максимовича Цебрикова, онук українського козака Максима Цебрика.
Знайомий відомого генерала Олексія Єрмолова, якого поважав за людяне ставлення до простих солдатів, що різко контрастувало з порядками, які панували в ті часи в Російській Імператорській Армії і яке лежало в основі знаменитої «єрмоловської школи», що сприяло становленню нового типу російського солдата, «солдата єрмоловського».